# 청풍중학교
청풍중학교(淸風中學校)는 대한민국 충청북도 제천시 청풍면 물태리에 있는 공립 중학교이다.

## 학교 연혁
- 1953년 4월 23일 : 청풍 공립 중학교 설립인가
- 1953년 4월 23일 : 청풍중 초대 정영택 교장 취임
- 1953년 5월 10일 : 청풍공립중학교 개교
- 2004년 3월 1일 : 청풍초.중학교 통합운영(청풍초등학교, 제천중학교청풍분교장)
- 2004년 6월 10일 : 청풍중학교 신축교사 준공
- 2022년 3월 4일 : 청풍중(5명) 입학
- 2023년 12월 22일 : 청풍중 제64회 2명 졸업(총 5,848명)
- 2024년 3월 1일 : 제48대 김숙희 교장 부임
- 2024년 3월 4일 : 청풍중(6명) 입학
- 2025년 1월 9일 : 청풍중 제 65회 5명 졸업 (총 5,853명)

## 참고 자료
- 청풍중학교 - 한국교육학술정보원 학교알리미